# Macarie Drăgoi
Macarie Drăgoi (născut Marius Dan Drăgoi; n. 9 mai 1977, Căianu Mic, Bistrița-Năsăud, România) este un cleric român ortodox, din 2008 episcop al Episcopiei Ortodoxe Române a Europei de Nord, cu sediul la Stockholm.

## Date biografice
S-a născut la data de 9 mai 1977, în localitatea Căianu Mic, județul Bistrița-Năsăud, din părinții Vasile și Ana din localitatea Spermezeu, județul Bistrița-Năsăud. La Botez a primit numele Marius Dan.

## Formarea și experiența profesională
- 1983-1990 – urmează școala generală din localitatea Spermezeu, județul Bistrița-Năsăud, iar clasa a VIII-a (1990-1991) la Școala Generală „Sfântul Constantin Brâncoveanu” din Cluj-Napoca
- 1991-1996 – este elev la Seminarul Teologic Liceal Ortodox „Sfântul Mitropolit Dosoftei” din Suceava;
- 1996-2000 – studiază la Facultatea de Teologie Ortodoxă a Universității „Babeș-Bolyai” din Cluj-Napoca, secția Teologie Pastorală;
- 2000-2001 –Studii Aprofundate/Master la Facultatea de Teologie Ortodoxă a Universității „Babeș-Bolyai” din Cluj-Napoca, secția Teologie Istorie;
- 1998-2003 – îndeplinește funcția de secretar de cabinet al Înaltpreasfințitului Părinte Bartolomeu Anania, Mitropolitul Clujului;
- 1999-2002 – este redactor la Radio Renașterea din Cluj-Napoca;
- 2001 – activează ca profesor suplinitor de religie la Școala „Ioan Bob” din Cluj-Napoca;
- 23 iunie 2003 – este tuns în monahism la Mănăstirea „Sfântul Ioan Botezătorul” din Alba Iulia de către Înaltpreasfințitul Părinte Andrei, Arhiepiscopul Alba Iuliei, avându-l ca naș de călugărie pe Preasfințitul Părinte Vasile Someșeanul, Episcop-vicar al Arhiepiscopiei Vadului, Feleacului și Clujului, iar în data de 24 iunie 2003 este hirotonit ierodiacon de către Înaltpreasfințitul Părinte Andrei, Arhiepiscopul Alba Iuliei;
- 2003-2005 – este redactor la Radio Reîntregirea din Alba Iulia;
- 6 ianuarie 2004 – este hirotonit ieromonah de către Înaltpreasfințitul Părinte Andrei, Arhiepiscopul Alba Iuliei, în Catedrala arhiepiscopală din Alba Iulia, îndeplinind ascultările de preparator și duhovnic la Facultatea de Teologie Ortodoxă din Alba Iulia;
- 2004-2005 – urmează studii de specializare la universitățile Leeds și Durham (Regatul Unit al Marii Britanii și Irlandei de Nord);
- 24 aprilie 2005 – este hirotesit protosinghel de către Înaltpreasfințitul Părinte Bartolomeu Anania, Mitropolitul Clujului, și numit eclesiarh al Catedralei mitropolitane și profesor-duhovnic la Seminarul Teologic Liceal Otodox din Cluj-Napoca;
- 16 martie 2008 – este hirotesit arhimandrit de către Înaltpreasfințitul Părinte Bartolomeu Anania, Mitropolitul Clujului, în Catedrala mitropolitană din Cluj-Napoca;
- 2 aprilie 2008 – susține teza de doctorat la Facultatea de Teologie Ortodoxă a Universității „Babeș-Bolyai” din Cluj-Napoca, cu tema: Ortodocși și greco-catolici în Transilvania (1874-1916). Convergențe și divergențe, sub îndrumarea pr. prof. univ. dr. Alexandru Moraru;
- 5 martie 2008 – este ales Episcop al nou înființatei Episcopii Ortodoxe Române a Europei de Nord de către Sfântul Sinod al Bisericii Ortodoxe Române,
- 2 mai 2008 – este hirotonit arhiereu în Vinerea Luminată, de Izvorul Tămăduirii, în Catedrala mitropolitană din Cluj-Napoca, de către Înaltpreasfințiții Bartolomeu, Mitropolitul Clujului; Serafim, Mitropolitul Germaniei, Europei Centrale și de Nord; Andrei, Arhiepiscopul Alba-Iuliei și de alți ierarhi ai Sfântului Sinod al Bisericii Ortodoxe Române.
- 6 iulie 2008 – este întronizat ca primul Episcop al Episcopiei Ortodoxe Române a Europei de Nord, în Catedrala sârbă „Sfântul Ierarh Sava” din Stockholm, de către Înaltpreasfințitul Mitropolit Serafim al Germaniei, Europei Centrale și de Nord și Înaltpreasfințitul Mitropolit Nifon al Târgoviștei, Exarh patriarhal, delegatul Preafericitului Părinte Patriarh Daniel;
- 20 septembrie 2014 – susține teza de doctorat la Facultatea de Istorie a Universității „Babeș-Bolyai” din Cluj-Napoca, cu tema: Istorie, cultură și spiritualitate în zona Văilor Țibleșului, sub îndrumarea prof. univ. dr. Ioan Bolovan.

## Activitatea academică și de cercetare

### Activități educaționale și culturale

#### Fondator de instituții
- Centrul pentru tineret „Sfântul Voievod Ștefan cel Mare” (2009);
- Centrul de pelerinaje „Sfântul Cuvios Antipa de la Calapodești” (2009);
- Centrul de Studii Ortodoxe „Sfântul Ignatie Teoforul” și Editura „Anastasis”, Stockholm (2010);
- Editura „Felicitas” a Episcopiei Ortodoxe Române a Europei de Nord (2012).

#### Fondator de publicații
- Candela Nordului, revistă eparhială bilingvă (2008).

#### Fondator de ordine și distincții eparhiale
- Crucea Nordului, cea mai înaltă distincție pentru clerici și mireni a Episcopiei Europei de Nord (2009).
- Medalia Sfântul Voievod Ștefan cel Mare conferită membrilor Centrului pentru tineret „Sfântul Voievod Ștefan cel Mare” al Episcopiei Europei de Nord (2009).
- Ordinul episcopal Nicolae Milescu Spătarul (2015).
- Ordinul episcopal Preot Alexandru Ciurea (2015).
- Ordinul episcopal Sfântul Apostol Andrei și Sfinții Voievozi Români (2018).

## Activitatea științifică și publicistică

### Lucrări în volum publicate
- Spermezeu-străvechi sat de la poalele Țibleșului. Monografie istorică, Ed. Limes, Cluj-Napoca, 2001;
- Folclor muzical din Spermezeu. Schiță monografică, Ed. Limes, Cluj-Napoca, 2005;
- Folclor poetic din Spermezeu. Texte rituale, epice, lirice et varia, Ed. Limes, Cluj-Napoca, 2005;
- Ler Sfântă Mărie. Colinde de pe Văile Țibleșului, Ed. Renașterea, Cluj-Napoca, 2005;
- Ortodocși și greco-catolici în Transilvania (1867-1916). Convergențe și divergențe (teza de doctorat), Ed. Presa Universitară Clujeană, Cluj-Napoca, 2011;
- Ortodocși și greco-catolici în Transilvania (1867-1916). Contribuții documentare. Schimbarea identității confesionale. Vol I, 6 tomuri, Ed. Presa Universitară Clujeană, Cluj-Napoca, 2013;
- Artisan of Christian unity: Nathan Söderblom between North and East. His correspondence with Orthodox personalities (1896 – 1931), Ed. Felicitas, Stockholm, 2014.
- Vechiul sat românesc – noime pentru zilele noastre, Ed. Arhiepiscopiei Sucevei și Rădăuților, Suceava, 2017.
- Episcopul Macarie și tunerii. 5 întâlniri ale inimii, Ed. Lumea Credinței, București, 2018.
- Să topim ghețarii sufletului! 10 ani cu Hristos în Scandinavia, Ed. Sophia, București, 2018

### Alte lucrări
- A publicat mai multe studii, articole, recenzii și interviuri pe teme teologice, istorice și etnologice, în diferite periodice bisericești și de cultură.

## Activitatea misionară și socială

### Inițiator, sprijinitor și coordonator de programe culturale, educaționale și sociale

#### Activități misionare
- a întemeiat prima parohie românească din nordul Marii Britanii, la Mirfield-Leeds, cu hramul „Sfântul Cuvios Macarie cel Mare” și două filiale la Manchester și Corby (2005);
- în perioada 2008-2016 a întemeiat primele parohii românești în Danemarca și Norvegia, iar în Suedia alte noi parohii, adăugându-se la cele trei parohii întemeiate în anul 1971, o parohie în Insulele Feroe, o misiune în Insula Bornholm, o misiune în Arhipelagul Svalbard și o misiune în Groenlanda.
- a achiziționat, cu sprijinul Patriarhiei Române și a Guvernului României, un imobil în Stockholm, în care a fost organizat noul Centru eparhial cu Mănăstirea „Sfântul Apostol Andrei și Sfinții Voievozi Români” (2011);
- a întemeiat prima mănăstire românească în Danemarca, la Ikast, cu hramul „Sfinții Cuvioși Macarie Romanul și Ioan Iacob de la Neamț” (2014).
- împreună cu păstoriții săi, a achiziționat lăcașuri de cult proprii pentru parohiile românești din Ikast, Danemarca (2013), Jönköping, Suedia (2014), Viborg, Danemarca (2017) Esbjerg, Danemarca și Haugesund, Norvegia (2018) iar în perioada 2009-2015, în orașul Sölvesborg, Suedia, a fost ridicată biserica de lemn cu hramul: „Sfinții Martiri Năsăudeni”;

#### Activități sociale
- „Picătura de jertfă care răscumpără oceanul nepăsării”, proiect în cadrul căruia se organizează colecte în bani, medicamente și îmbrăcăminte pentru ajutorarea unor familii sărace din România și a unor copii din zona defavorizată Copșa Mică și din Kenya, Africa (începând cu anul 2008).
- „O familie parohială pentru fiecare”, activitate care angajează pe credincioșii parohiei să ajute benevol o serie de copii orfani și săraci din România (începând cu anul 2008).
- „Agapa fratelui” acțiune duminicală, în biserică după Sfânta Liturghie, de colectare a alimentelor necesare pentru cantinele sociale (începând cu anul 2008).
- „În pace să ieșim” misiune ce angajează pe credincioși de a vizita pe cei bolnavi și însingurați (începând cu anul 2008).

## Distincții și titluri academice și culturale
- Crucea Patriarhală și Engolpionul Patriarhal (2 mai 2008).
- Distincția Vrednicia vlăsceană a Episcopiei Giurgiului (9 iunie 2008).
- Ordinul național Meritul Cultural în grad de Cavaler conferit de Președinția României (29 aprilie 2014).
- Ordinul Sfinții Martiri Brâncoveni al Patriarhiei Române (16 august 2014).
- Crucea Elie Miron Cristea a Episcopiei Caransebeșului (14 septembrie 2014).
- Ordinul Sfântul Ierarh Sava al Episcopiei Ortodoxe Sârbe a Scandinaviei și Marii Britanii (5 octombrie 2014).
- Crucea Sălăjeană a Episcopiei Sălajului (7 decembrie 2015).
- Ordinul Melchisedec Ștefănescu, clasa I, al Arhiepiscopiei Romanului și Bacăului (10 ianuarie 2016).
- Crucea Țării de Jos a Arhiepiscopiei Romanului și Bacăului (10 ianuarie 2016).
- Crucea Maramureșeană a Episcopiei Maramureșului și Sătmarului (25 februarie 2016).
- Crucea Sfântului Apostol Andrei a Arhiepiscopiei Tomisului (4 iulie 2016).
- Ordinul Sfântul Ierarh Martir Antim Ivireanul al Patriarhiei Române (27 septembrie 2016).
- Crucea și Engolpionul Episcopiei Covasnei și Harghitei (1 octombrie 2016).
- Crucea și Engolpionul Episcopiei Devei și Hunedoarei (10 august 2017).
- Diploma „Cetățean de onoare” al comunei sale natale Spermezeu, jud. Bistrița-Năsăud (21 august 2017).
- Distincția „Cavaler al Culturii Bistrițene” a Centrului de Cultură și Patrimoniu și Primăriei municipiului Bistrița (27 noiembrie 2017).
- Diploma de Excelență a Primăriei municipiului Iași cu ocazia aniversării a 100 de ani de la unirea Basarabiei cu România (27 martie 2018).
- Crucea Transilvană a Mitropoliei Clujului (22 iulie 2018).
- Ordinul Sfântul Apostol Andrei al Patriarhiei Române (30 noiembrie 2018).